# Elettra (Carmen Consoli)
Elettra è il settimo album discografico di inediti della cantautrice italiana Carmen Consoli, pubblicato il 30 ottobre 2009. L'album ha vinto la Targa Tenco come miglior album in assoluto, facendo di Carmen la prima artista femminile a vincere in questa categoria.

## Descrizione
L'album è stato pubblicato a tre anni e mezzo di distanza dal precedente Eva contro Eva (2006, Universal).
Il disco è stato prodotto da Francesco Barbaro, registrato da Salvo Noto e Gianluca Vaccaro al Due Parole Studio di Catania, mixato a Roma da Vaccaro e masterizzato da Bob Ludwig a Portland.
Il disco è stato anticipato dal singolo Non molto lontano da qui, in rotazione radiofonica dal 9 ottobre 2009.
Nell'album è anche contenuto un duetto con Franco Battiato (Marie ti amiamo), con il quale Carmen aveva già collaborato in passato, mentre Marina Rei suona la batteria in Ventunodieciduemilatrenta.
La canzone Mio zio, che tratta la tematica della pedofilia, ha vinto il premio "Amnesty Italia 2010" ed ha vinto la settima edizione dell'"Italian Music Festival".

## Tracce
Testi e musiche di Carmen Consoli, eccetto dove indicato.
1. Mandaci una cartolina – 3:38 (musica: Carmen Consoli, Massimo Roccaforte)
2. Perturbazione atlantica – 3:34
3. Non molto lontano da qui – 3:46
4. Mio zio – 3:18
5. Sud Est – 3:30
6. Marie ti amiamo (feat. Franco Battiato) – 3:12 (testo: Carmen Consoli, Franco Battiato, Manlio Sgalambro – musica: Carmen Consoli, Franco Battiato)
7. 'A finestra – 4:46
8. Col nome giusto – 3:41
9. Elettra – 4:24
10. Ventunodieciduemilatrenta –  4:02

Traccia bonus nella versione iTunes
1. Col nome giusto (versione orchestrale) – 3:39

## Formazione
- Carmen Consoli – voce, cori, chitarra acustica, basso, chitarra elettrica, bouzouki, battito di mani, nacchere, glockenspiel
- Massimo Roccaforte – chitarra acustica, cori, chitarra elettrica, mandolino, organo Hammond, fisarmonica, pianoforte, glockenspiel, bouzouki, Fender Rhodes
- Santi Pulvirenti – chitarra elettrica, mandolino, glockenspiel, banjo, chitarra acustica
- Puccio Panettieri – batteria

Altri musicisti
- Leif Searcy – batteria in Marie ti amiamo
- Franco Battiato – voce, tastiera in Marie ti amiamo
- Marina Rei – batteria in Ventunodieciduemilatrenta
- Salvo Farruggio – percussioni, batteria, vibrafono
- Puccio Castrogiovanni – mandoloncello, marranzano, fisarmonica
- Alfio Antico – tamburello
- Marco Siniscalco – contrabbasso
- Adriano Murania – violino, viola
- Enrico Luca – flauto traverso, sassofono soprano
- Fabio Abate – cori

## Successo commerciale
Il disco raggiunge la seconda posizione nella classifica degli album più venduti in Italia conquistando il disco d'oro in appena due settimane.
Ad aprile 2010 diventa disco di platino, con oltre 60 000 copie vendute, per superare in seguito le 80 000 copie.
Nel mese di settembre vince la Targa Tenco 2010 come "Album dell'anno".

## Classifiche
| Classifica | Posizione massima |
| ---------- | ----------------- |
| Italia     | 2                 |